# زدينيك آداميك
زدينيك آداميك (بالتشيكية: Zdeněk Adamec) هو منافس ألعاب قوى تشيكي، ولد في 9 يناير 1956 في منيلنيك في التشيك.

## وصلات خارجية
- زدينيك آداميك على موقع الاتحاد الدولي لألعاب القوى (الإنجليزية)